# Adelais
Adelais (IX wiek) – żona wicehrabiego Ingelgera (Enjeugera), siostrzenica biskupa Tours Adalharda i biskupa Angers Raina, wspomnianych na dokumencie cesarza Karola z 27 października 886.
Według legendy miała być córką i dziedziczką hrabiego Gâtinais. Oskarżono ją o zamordowanie męża, którego poślubiła wbrew swej woli. Życie młodej wdowie uratował rycerz Ingelger, który następnie ją poślubił. Z małżeństwa tego pochodził syn Fulko I Rudy, późniejszy hrabia Andegawenii i założyciel dynastii Andegawenów.